# Dual-touchscreen

Dispositivo de pantalla táctil dual plegable con teclado deslizable

Una dual-touchscreen o pantalla táctil dual es una disposición de la pantalla de una computadora o teléfono que utiliza dos pantallas, una o ambas pueden ser táctiles, para mostrar ambos elementos de la interfaz gráfica de usuario de la computadora y las implementaciones virtualizadas de dispositivos de entrada comunes, incluidos los teclados virtuales. Por lo general, en una computadora o dispositivo informático con pantalla táctil dual, los elementos y funciones de la GUI más persistentes se muestran en una pantalla táctil accesible a mano (que cambia con la aplicación de software en uso) junto con el teclado virtual, mientras que la otra, más centrada ópticamente. Display se utiliza para aquellos elementos de la interfaz de usuario a los que se accede menos o nunca mediante comportamientos generados por el usuario.
Este enfoque es similar al de la construcción de la consola de juegos portátil Nintendo DS, en la que las acciones generadas por el usuario se inicializan en la pantalla táctil resistiva inferior mientras que las visualizaciones gráficas resultantes se ejecutan en la pantalla superior. Se adoptó el mismo enfoque en su unidad sucesora, la Nintendo 3DS, y se creó un concepto similar para la undécima consola doméstica de Nintendo, la Wii U, con la pantalla táctil resistiva de su controlador utilizada de la misma manera que la parte inferior de la DS/3DS, y la pantalla secundaria conectada a la consola.

## Uso en productos

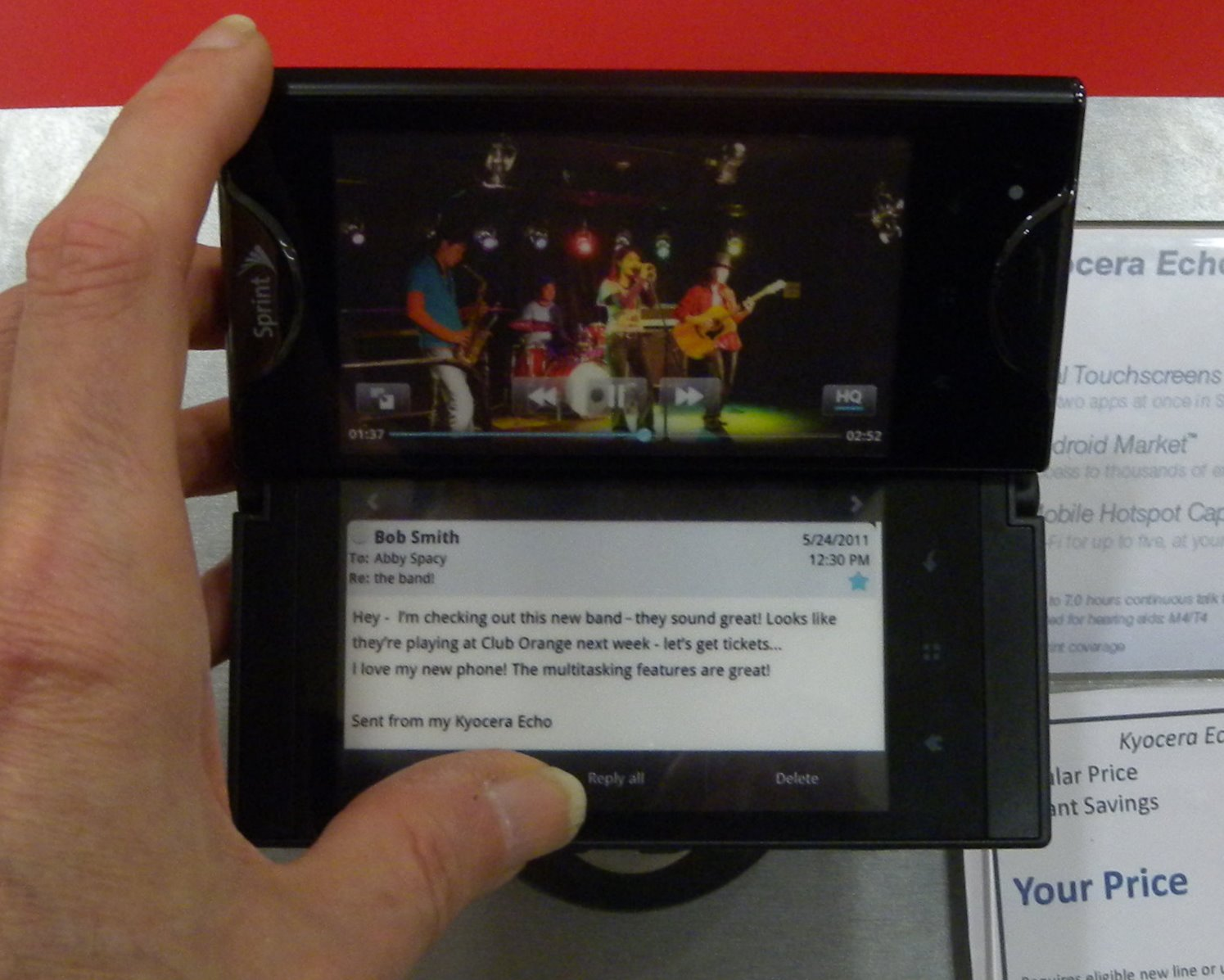
Kyocera Echo

- En 2004, la firma de diseño italiana V12 Design diseñó un prototipo de computadora portátil con pantalla táctil dual conocida como Canova.[2]
- En 2007, la empresa con sede en Pennsylvania Estari publicó su ordenador portátil 2-VU, en un principio para el uso militar en Estados Unidos antes de un comunicado público.[3]
- En 2008, se anunció que el OLPC XO-2 usaría una configuración de pantalla táctil dual.[4][5]
- En mayo de 2009, La Asus Flipbook[6] se mostró por primera vez en CeBIT como una computadora portátil con pantalla táctil dual con la capacidad de mostrar opcionalmente elementos de la interfaz de usuario en ambas pantallas, tanto horizontal como verticalmente; el diseño conceptual pasó a llamarse Asus "Eee Reader", se renombró como un lector de libros electrónicos y se programó para su lanzamiento en el cuarto trimestre de 2009.[7] El dispositivo finalmente se renombró como "Eee Book" y se programó para su lanzamiento en junio de 2010 en Computex en Taipéi .
- En marzo de 2010, se lanzó el EnTourage eDGe, también dirigido más como lector electrónico que como computadora. Una de las dos pantallas táctiles es E Ink monocromática, la otra es una pantalla de cristal líquido (LCD) a color.
- En enero de 2010, Micro-Star International (MSI) mostró un prototipo de netbook de pantalla táctil dual en Consumer Electronics Show (CES).
- En junio de 2010, Toshiba lanzó su computadora portátil Libretto W100 con pantalla táctil dual con Windows 7.[8]
- En enero de 2011, NEC anunció el LT-W Cloud Communicator, una pizarra con dos pantallas táctiles que se despliega como un libro y ejecuta Android 2.1.[9]
- En marzo de 2011, Acer lanzó el portátil Iconia 6120 de doble pantalla con Windows 7.[10]
- En abril de 2011, Kyocera International lanzó el teléfono inteligente Kyocera Echo con Android 2.2 Froyo.[11]
- En abril de 2011, Sony anunció el nombre en código S2, rebautizándolo luego como Sony Tablet P, y cuyo lanzamiento lo hizo en noviembre del 2011. El dispositivo ejecutaba Android 3.1 Honeycomb.[12]
- En abril de 2013, NEC lanzó el teléfono inteligente Medias W N-05E con Android 4.1 Jelly Bean.[13]
- En octubre de 2017, ZTE anunció el teléfono inteligente ZTE Axon M con Android 7.1.2 Nougat.
- En febrero de 2019, LG anunció una segunda pantalla opcional para el LG V50.[14]
- En marzo de 2019, Samsung Electronics anunció el Samsung Galaxy Fold con Android Pie.
- En octubre de 2019, Microsoft anunció dos dispositivos de doble pantalla: Surface Duo y Surface Neo. El Surface Duo se lanzó el 10 de septiembre de 2020.
- En octubre de 2020, LG lanzó LG Wing con Android 10 .
- En septiembre de 2021, Microsoft lanzó el Surface Duo 2 con Android 11.